# Scottish Championship 2019/20
Die Scottish Championship wurde 2019/20 zum siebten Mal als zweithöchste Fußball-Spielklasse der Herren in Schottland ausgespielt. Es war zudem die 114. Austragung einer zweithöchsten Fußball-Spielklasse innerhalb der 2013 gegründeten Scottish Professional Football League. Die Liga wurde offiziell als Ladbrokes Scottish Championship ausgetragen. Die Liga folgte der erstklassigen Premiership und lag über der League One und Two als eine der vier Profiligen innerhalb der Scottish Professional Football League. Die Saison wurde von der Scottish Professional Football League geleitet und ausgetragen. Die Saison begann am 3. August 2019 und sollte ursprünglich am 2. Mai 2020 enden.
In der Saison 2019/20 sollten zehn Klubs an insgesamt 36 Spieltagen gegeneinander antreten. Jedes Team sollte jeweils zweimal zu Hause und auswärts gegen jedes andere Team spielen. Als Absteiger aus der letztjährigen Premiership kam der FC Dundee in die Championship, als Aufsteiger aus der League One der FC Arbroath.
Aufgrund der COVID-19-Pandemie wurde die Saison im April 2020 vorzeitig abgebrochen.
Dundee United wurde zum Meister und Aufsteiger in die erste Liga erklärt. Die Auf- und Abstiegsrelegation fiel aus. Der letztplatzierte Partick Thistle wurde zum Absteiger erklärt.

## Vereine

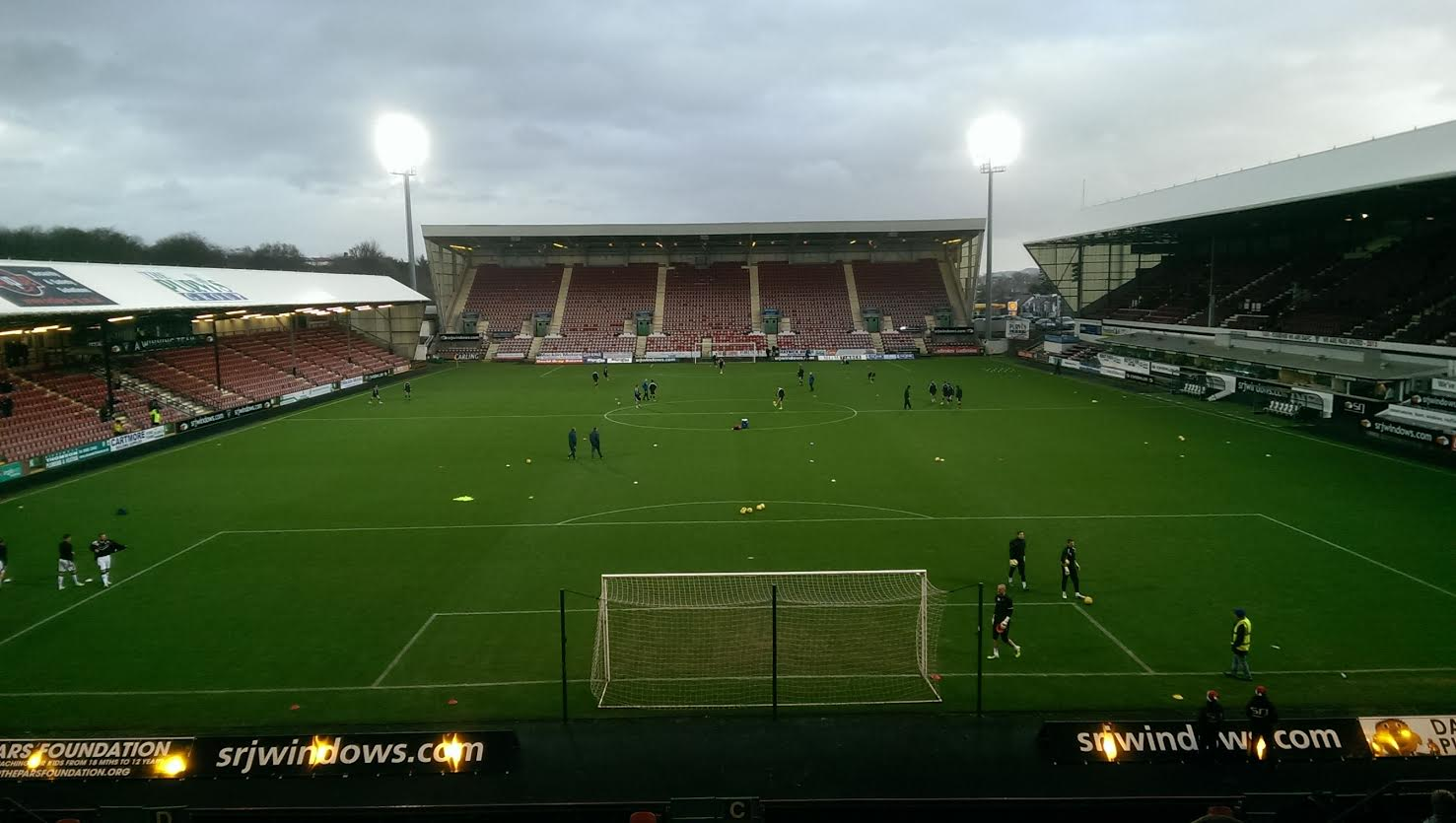
East End Park

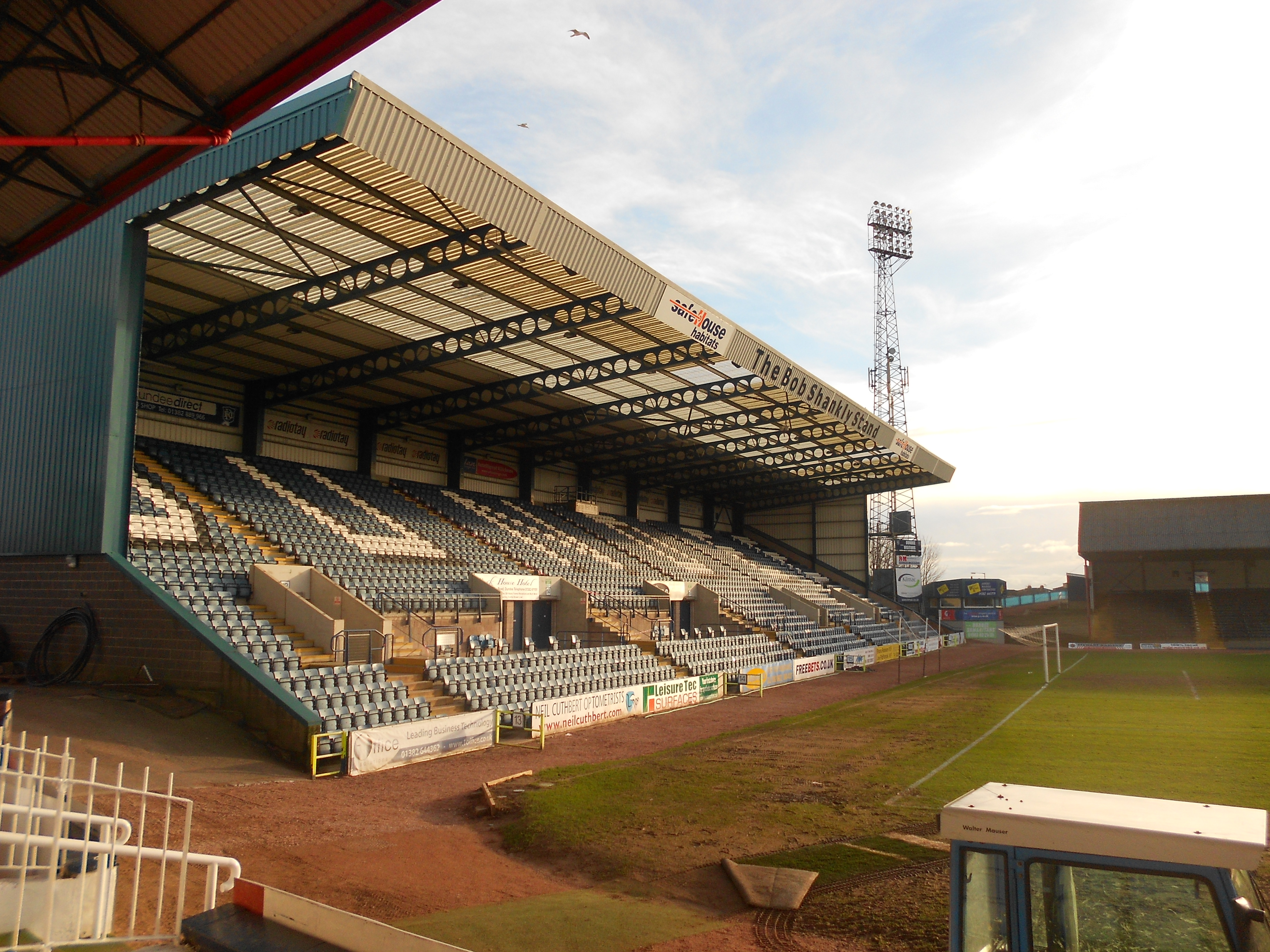
Dens Park

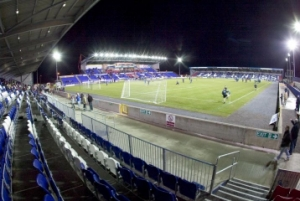
Caledonian Stadium

| Verein                       | Stadt       | Stadion            | Kapazität |
| ---------------------------- | ----------- | ------------------ | --------- |
| Alloa Athletic               | Alloa       | Recreation Park    | 03.100    |
| FC Arbroath                  | Arbroath    | Gayfield Park      | 06.600    |
| Ayr United                   | Ayr         | Somerset Park      | 10.185    |
| FC Dundee                    | Dundee      | Dens Park          | 11.506    |
| Dundee United                | Dundee      | Tannadice Park     | 14.229    |
| Dunfermline Athletic         | Dunfermline | East End Park      | 11.480    |
| Greenock Morton              | Greenock    | Cappielow Park     | 11.589    |
| Inverness Caledonian Thistle | Inverness   | Caledonian Stadium | 07.750    |
| Queen of the South           | Dumfries    | Palmerston Park    | 08.690    |
| Partick Thistle              | Glasgow     | Firhill Stadium    | 10.102    |

## Abschlusstabelle
| Pl.             | Verein                       | Sp. | S  | U  | N  | Tore    | Diff. | Punkte |
| --------------- | ---------------------------- | --- | -- | -- | -- | ------- | ----- | ------ |
| 1.              | Dundee United                | 28  | 18 | 5  | 5  | 052:220 | +30   | 59     |
| 2.              | Inverness Caledonian Thistle | 27  | 14 | 3  | 10 | 039:320 | +7    | 45     |
| 3.              | FC Dundee (A)                | 27  | 11 | 8  | 8  | 032:310 | +1    | 41     |
| 4.              | Ayr United                   | 27  | 12 | 4  | 11 | 038:350 | +3    | 40     |
| 5.              | FC Arbroath (N)              | 26  | 10 | 6  | 10 | 024:260 | −2    | 36     |
| 6.              | Dunfermline Athletic         | 28  | 10 | 7  | 11 | 041:360 | +5    | 37     |
| 7.              | Greenock Morton              | 28  | 10 | 6  | 12 | 045:520 | −7    | 36     |
| 8.              | Alloa Athletic               | 28  | 7  | 10 | 11 | 033:430 | −10   | 31     |
| 9.              | Queen of the South           | 28  | 7  | 7  | 14 | 028:400 | −12   | 28     |
| 10.             | Partick Thistle              | 27  | 6  | 8  | 13 | 032:470 | −15   | 26     |
| Stand: Endstand |                              |     |    |    |    |         |       |        |

| Zum Saisonende 2019/20: |

| Zum Saisonende 2018/19: |                                                |
| (A)                     | Absteiger aus der Scottish Premiership 2018/19 |
| (N)                     | Aufsteiger aus der Scottish League One 2018/19 |